# نصوص التوابيت

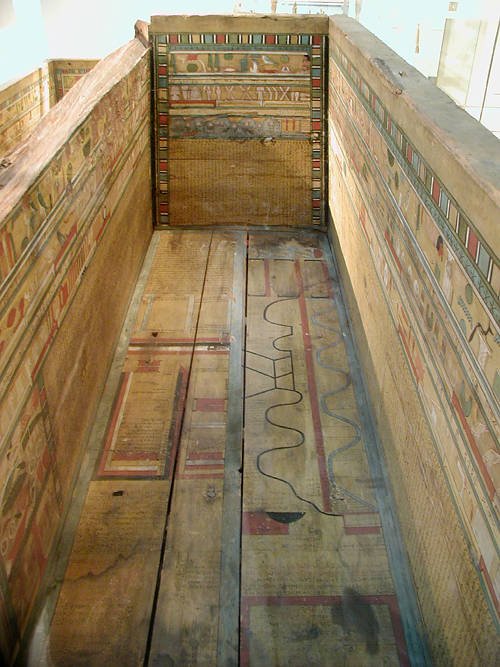
نصوص ملونة على أحد التوابيت، ترجع لعصر الدولة الوسطى.

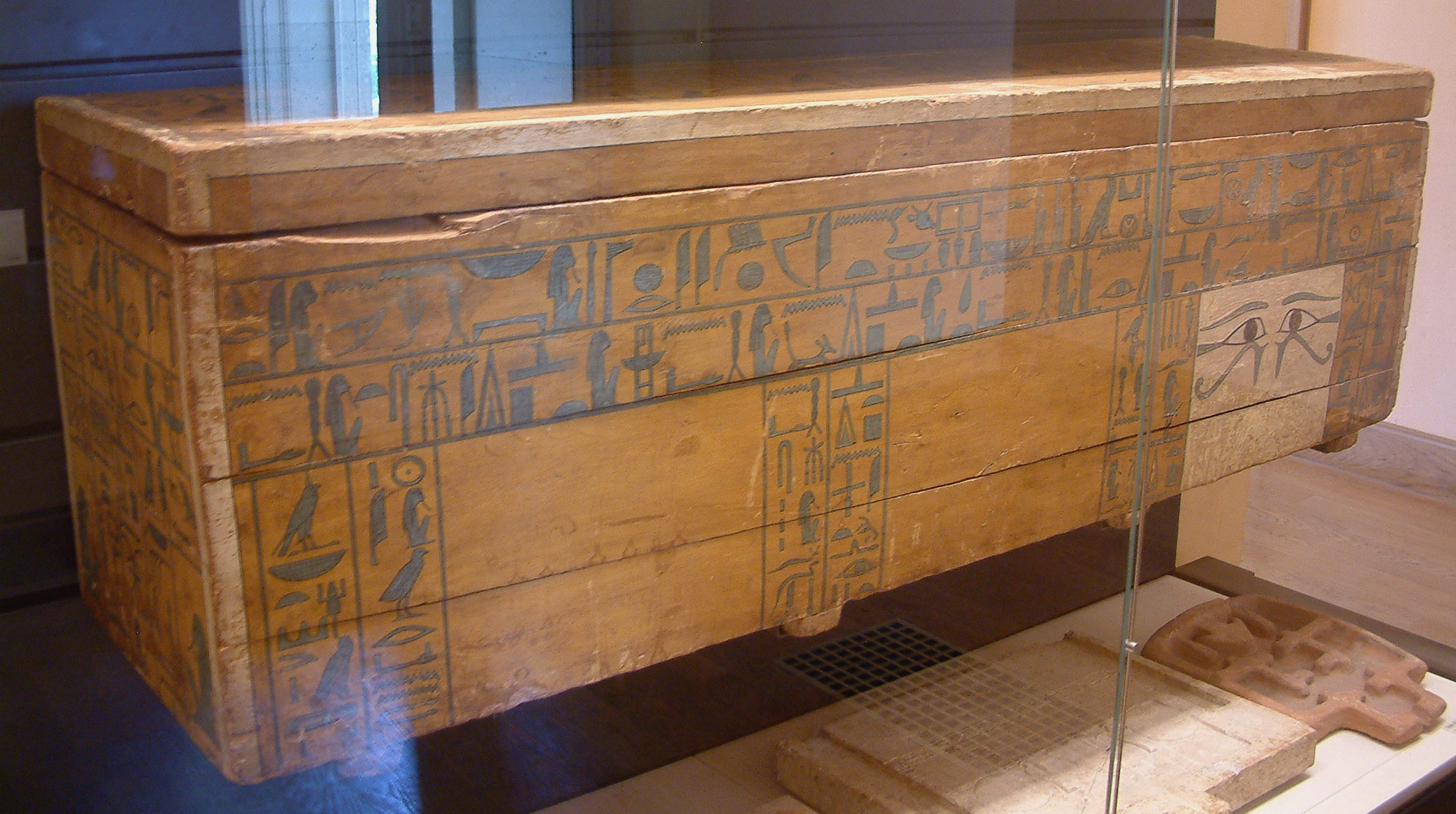
تابوت خشبي للوزير "نختي" من الأسرة الثانية عشر. عثر عليه في أسيوط ، وهو محفوظ في متحف اللوفر بباريس.

 نصوص التوابيت  هي مجموعة من النصوص الجنائزية المصرية القديمة، والتي بدأ ظهورها مكتوبة على النعوش في بداية فترة الاضمحلال الأولى. استمدت تلك النصوص من نصوص الأهرام التي كانت للاستخدام الملكي فقط، حيث تم استبدال بعض كلماتها لتصلح لاستخدام عامة الناس، حيث أصبح في قدرة بعض عامة المصريين أن يتملّكوا توابيت ينقش عليها نصوص جنائزية، أي أن حق الحياة الآخرة لم يعد محصورًا على الفرعون.
ترجع معظم تلك النصوص إلى عصر الدولة الوسطى. وأحيانًا كانت تلك النصوص تنقش على جدران المقابر والمسلات والبرديات وحتى على أقنعة المومياوات.

## مثال
النص رقم 764 على أحد التوابيت:
أوه! أنت يا فلان 
هنا، حارسو الآلهة تقف أمامك ,
وهم ينتظروك منذ قديم الأزل ,
وهؤلاء الذين يقبعون في بيوتهم يخافو منك .
تأتي الآلهة إليك إلى عتبة سلم عرشك ,
ويهتف لك كل عباد الشمس الموجودين في قصرك .
قم فأنت كبير لكي تنهض
وإنك لقوي لكي تبقى نائما .
فإنك إله .
وقد جمع حورس جميع أعضائك .
إنك ابن آوي في ناحيته عندما يقوم بالهجوم على أعدائه .
السماء تؤول إليك، وتخضع لك الأرض بين ذراعيك .
وأنت الآن في طريقك إلى من قدمت لهم القرابين ومعهم أوزيريس ونيفتيس .
ستصعد إلى رع في السماء وسيخضع لك الآلهة الموجودون فيها ,
لأنك قد أعطيت قوة «الأول في الغرب» (أزوريس) .
خبزك طيب لدى الآلهة ,
وطعامك (الذي قدمته) طيب لدى الإثنين من التاسوع .
وحينما تكون أمام أنوبيس , وهو مع الآلهة .
يمكنك فك جميع قيودك ,
فك رباطاتك ,
وأطلب سريان الدم فيك
فينمو جسمك وتنهض .
وقد أمر رع-حوراختي أن
تحضر ماعت التي تحبها
إلى أي مكان تذهب إليه .

## اقرأ أيضا
- نصوص الأهرام
- كتاب الموتى
- طقوس فتح الفم
- أولاد حورس